# Erik Lindberg (konstnär)
Erik Algot Isidor Lindberg, född 12 mars 1921 i Ytterhogdal, död där 9 mars 1998, var en svensk konsthantverkare, smideskonstnär och tecknare. 
Lindberg var som konstnär autodidakt. Han var yrkesverksam som smed i 35 år innan han blev konstnär på heltid 1971. Han ställde ut sina metallskulpturer i ett flertal svenska städer. Han skapade sina figurer och skulpturer av metall där han med elsvetsen byggde upp strängar med en dekorverkan ofta med motiv från sin hembygd samt teckningar. Lindberg är representerad vid Jämtlands läns landsting, Svegs sjukhus, Handöls kapell, Söderhamns kommun, Ljusdals kommun, Östersunds kommun, Högdals kommun, och Svegs kommun.